# 大马勒西
大马勒西，是阿爾巴尼亞北部士科德州的一个市镇。下分为6个行政分区，行政中心为科普利克镇。市镇面積为1069.91平方公里，2011年人口数量为30,823人。该市镇范围与原大马勒西区相同。